# Karindamisa
Karindamisa är ett periodiskt vattendrag i Burundi.   Det ligger i provinsen Bujumbura Rural, i den västra delen av landet, 24 kilometer sydost om huvudstaden Bujumbura.
Omgivningarna runt Karindamisa är en mosaik av jordbruksmark och naturlig växtlighet. Runt Karindamisa är det ganska tätbefolkat, med 172 invånare per kvadratkilometer.